# Lijst van voetbalinterlands Australië - Nederland (vrouwen)
Deze lijst van voetbalinterlands is een overzicht van alle officiële voetbalinterlands tussen de nationale vrouwenteams van Australië en Nederland. De landen hebben tot nu toe acht keer tegen elkaar gespeeld. De eerste wedstrijd was op 14 augustus 1997 in Grootebroek.

## Wedstrijden
| № | Plaats          | Datum            | Competitie        | Wedstrijd             | Uitslag |
| - | --------------- | ---------------- | ----------------- | --------------------- | ------- |
| 1 | Grootebroek     | 14 augustus 1998 | Vriendschappelijk | Nederland − Australië | 1 − 1   |
| 2 | Busan           | 29 oktober 2006  | Vriendschappelijk | Australië − Nederland | 1 − 0   |
| 3 | Velsen-Zuid     | 29 juni 2013     | Vriendschappelijk | Nederland − Australië | 3 − 1   |
| 4 | Larnaca         | 5 maart 2014     | Vriendschappelijk | Nederland − Australië | 2 − 2   |
| 5 | Larnaca         | 4 maart 2015     | Vriendschappelijk | Nederland − Australië | 0 − 1   |
| 6 | Vila R. António | 3 maart 2017     | Vriendschappelijk | Australië − Nederland | 3 − 2   |
| 7 | Eindhoven       | 1 juni 2019      | Vriendschappelijk | Nederland − Australië | 3 − 0   |
| 8 | Nijmegen        | 13 april 2021    | Vriendschappelijk | Nederland − Australië | 5 − 0   |

## Samenvatting
| Competitie        | Totaal gespeeld | Winst Australië | Gelijk | Winst Nederland | Doelsaldo Australië – Nederland |
| ----------------- | --------------- | --------------- | ------ | --------------- | ------------------------------- |
| Vriendschappelijk | 8               | 2               | 2      | 4               | 11 − 14                         |
| Totaal            | 8               | 2               | 2      | 4               | 11 − 14                         |